# Kate Allenby
Katherine Fiona „Kate“ Allenby, MBE (* 16. März 1974 in Tavistock) ist eine ehemalige britische Pentathletin und Fechterin.

## Karriere
Kate Allenby nahm zweimal an Olympischen Spielen teil. 2000 in Sydney gelang ihr bei der ersten olympischen Austragung einer Frauenkonkurrenz der Gewinn der Bronzemedaille hinter Stephanie Cook und Emily deRiel. Vier Jahre darauf erreichte sie in Athen den achten Platz.
Insgesamt viermal wurde sie Weltmeisterin. Mit der Mannschaft gewann sie den Titel 2001, 2003 und 2004, mit der Staffel 2001. Im Einzel war der zweite Platz 2004 ihr bestes Resultat, des Weiteren stand sie 1999 und 2003 jeweils als Dritte noch auf dem Podium. Bei Europameisterschaften gelang ihr 1997 in Moskau im Einzel der Titelgewinn.
2004 beendete sie ihre Karriere im Modernen Fünfkampf, um sich verstärkt auf den Fechtsport zu konzentrieren. 2005 wurde sie Landesmeisterin und beendete ihre Karriere schließlich 2008 in Gänze. Zu Beginn des Jahres wurde sie zum Member des Order of the British Empire ernannt.
Kate Allenby hat einen Universitätsabschluss in Sportwissenschaften sowie einen Master in Philosophie.